# Yukitaka Omi
Yukitaka Omi (jap. 小見 幸隆 Omi Yukitaka; ur. 25 grudnia 1952) – japoński piłkarz, reprezentant kraju.

## Kariera klubowa
Od 1969 do 1986 roku występował w klubie Yomiuri.

## Kariera reprezentacyjna
W reprezentacji Japonii zadebiutował w 1978. W reprezentacji Japonii występował w latach 1978-1980. W sumie w reprezentacji wystąpił w 6 spotkaniach.

## Statystyki
| Reprezentacja Japonii | Reprezentacja Japonii | Reprezentacja Japonii |
| Rok                   | Mecze                 | Gole                  |
| --------------------- | --------------------- | --------------------- |
| 1978                  | 1                     | 0                     |
| 1979                  | 0                     | 0                     |
| 1980                  | 5                     | 0                     |
| Razem                 | 6                     | 0                     |